# Арент, Бенно фон
Бенно Георг Эдуард Вильгельм Иоахим фон Арент  (нем. Benno Georg Eduard Wilhelm Joachim von Arent; 19 июня 1898, Гёрлиц — 14 октября 1956, Бонн) — немецкий кинорежиссёр, костюмер, дизайнер и архитектор. В 1944 году ему было присвоено звание оберфюрер СС.

## Биография
Бенно фон Арент родился 19 июня 1898 года в Гёрлице. Был участником Первой мировой войны. После её завершения Арент начал свою художественную карьеру. Параллельно с обучением он подрабатывал в компании по производству газовых счётчиков и горелок. Со временем стал работать художником по костюмам. В 1923 году был официально трудоустроен в театр, где отвечал за оборудование. Профессиональная карьера Арента началась после его вступления в нацистскую партию и в ряды штурмовых отрядов. Однако лишь в начале 1930-х годов он начал достигать больших успехов — стал одним из первых членов СС и НСДАП. После этого ему предложили работу в министерстве искусств (нем. Reichstheaterkammer), где он отвечал за создание декораций для различных мест проведения культурных мероприятий, к примеру — Немецкой оперы. Он также отвечал за разработку и создание формы для сотрудников нацистских делегаций, ставки фюрера и медалей. Благодаря своей работе заслужил репутацию выдающегося режиссёра, которую отмечал Адольф Гитлер. С 1931 года Бенно фон Арент пробовал себя в съемке нескольких фильмов, в том числе и спектаклей: «Ronny» (1931), «Zwei Herzen und ein Schlag» (1932), «Viktor und Viktoria» (1933), «Lachende Erben» (1933), «Hitlerjunge Quex» (1933), «Die Insel» (1934), «Ein idealer Gatte» (1935) и «Es leuchten die Sterne» (1938). Кроме прочего, он выступил главным костюмером для «Die schönste Frau der Welt» (1924) и «Ronny» (1931). Несмотря на занятость в многочисленных работах в театре и кинематографе, Арент в свободное время также работал и архитектором. Во время Второй мировой войны он был нанят Генрихом Гиммлером и со временем дослужился до звания оберфюрер СС. В конце войны был взят в плен солдатами Советской армии и вышел на свободу лишь в 1953 году, через 8 лет.

### Режиссёрские работы
- 1932: «Der Werdegang»;
- 1933: «Liebe muss verstanden sein»;
- 1934: «Die vertauschte Braut»;
- 1934: «Freut Euch des Lebens»[6].